# Fritz Blaich
Fritz Blaich (* 2. Juli 1940 in Wien; † 6. Juli 1988 in Regensburg) war ein deutscher Professor für Wirtschafts- und Sozialgeschichte an der Universität Regensburg. Sein Forschungsfeld reichte vom 16. bis zum 20. Jahrhundert.

## Leben
Er studierte von 1959 bis 1963 Volkswirtschaftslehre in Heidelberg und Marburg. 1963 bis 1965 war wissenschaftlicher Assistent am Seminar für Sozial- und Wirtschaftsgeschichte in Marburg. 1965 promovierte er zum Dr. rer. pol. und 1969 leitete er das Seminar. 1970 erfolgte der Ruf auf den Lehrstuhl für Wirtschaftsgeschichte an der Universität Regensburg.

## Publikationen (Auswahl)
- Die Wirtschaftspolitik des Reichstags im Heiligen Römischen Reich. Ein Beitrag zur Problemgeschichte wirtschaftlichen Gestaltens. Stuttgart 1970.
- Die Epoche des Merkantilismus. Wiesbaden 1973.
- Kartell- und Monopolpolitik im kaiserlichen Deutschland. Das Problem der Marktmacht im Deutschen Reichstag zwischen 1879 und 1914. Düsseldorf 1973.
- Der Trustkampf (1901–1915). Ein Beitrag zum Verhalten der Ministerialbürokratie gegenüber Verbandsinteressen im Wilhelminischen Deutschland. Berlin 1974.
- Staat und Verbände in Deutschland zwischen 1871 und 1945. Wiesbaden 1979.
- Die Energiepolitik Bayerns 1900–1921. Kallmünz 1981.
- Amerikanische Firmen in Deutschland 1890–1918. US-Direktinvestitionen im deutschen Maschinenbau. Wiesbaden 1984.
- Die Wirtschaftskrise 1925/26 und die Reichsregierung. Von der Erwerbslosenfürsorge zur Konjunkturpolitik. Kallmünz 1977.
- Grenzlandpolitik im Westen 1926–1936. Die, Westhilfe zwischen Reichspolitik und Länderinteressen. Stuttgart 1978".
- Der schwarze Freitag. Inflation und Wirtschaftskrise. München 1985.